# Rhacophorus lateralis
Espèce
Statut de conservation UICN

 EN B1ab(iii) : En danger
Rhacophorus lateralis est une espèce d'amphibiens de la famille des Rhacophoridae.

## Répartition
Cette espèce est endémique d'Inde. Elle se rencontre à environ 800 m d'altitude dans les Ghâts occidentaux dans les États du Kerala et du Karnataka.

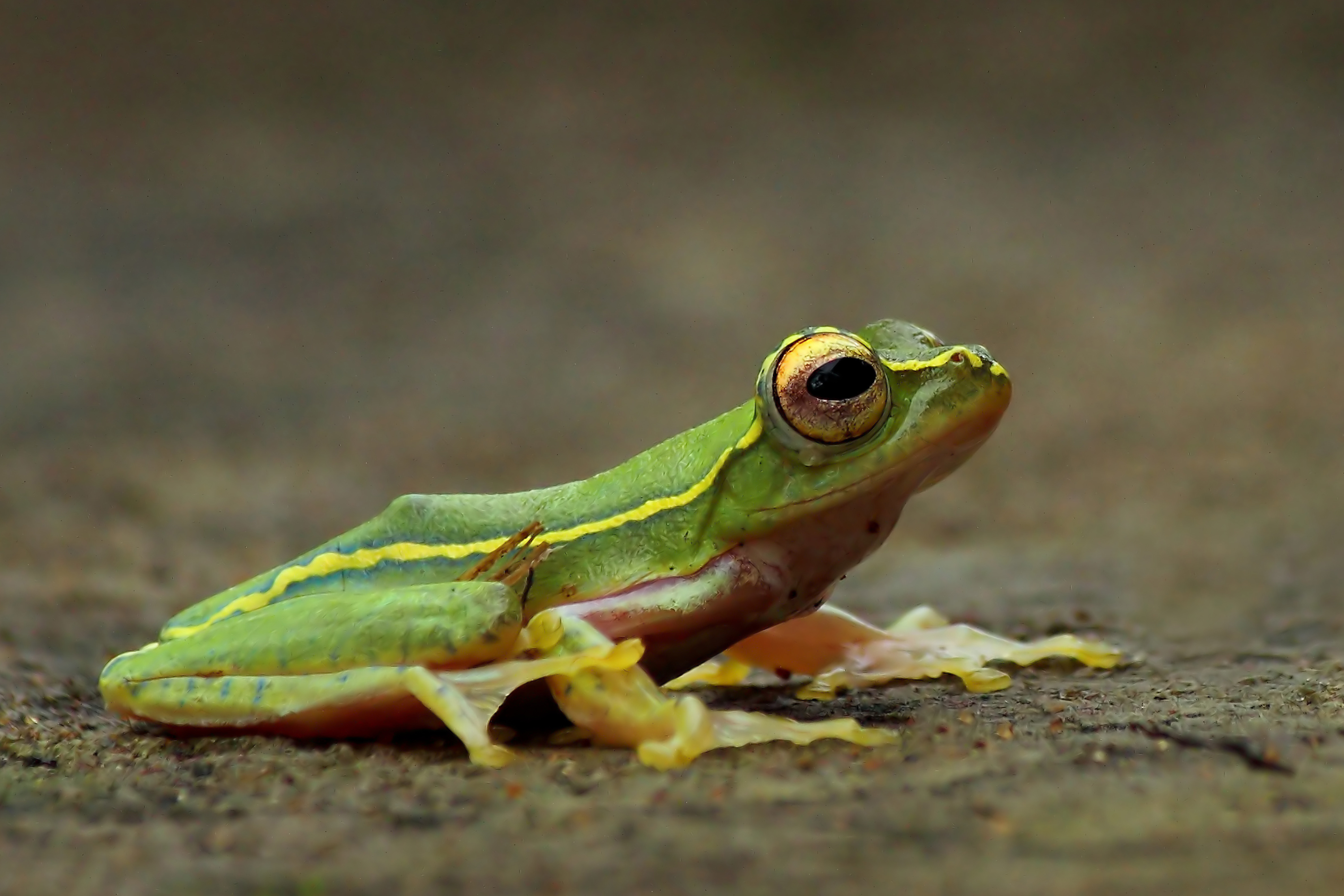
femelle
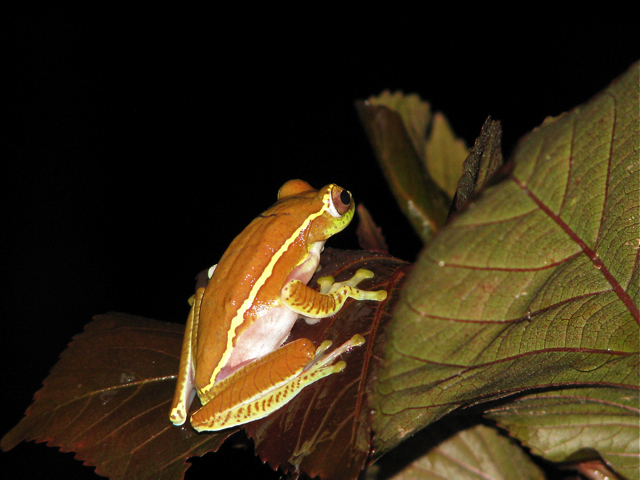
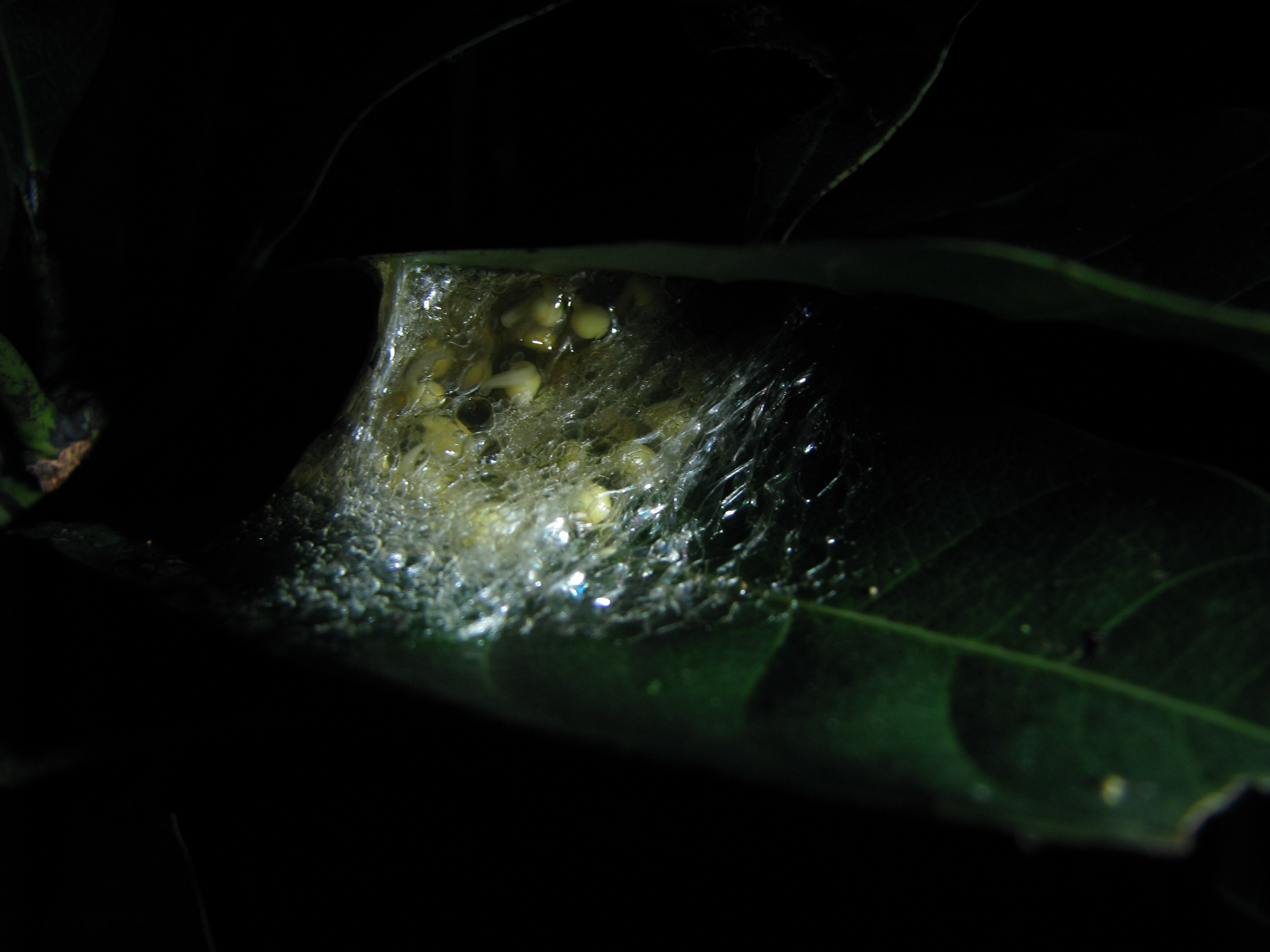
Ponte sur une feuille

## Publication originale
- Boulenger, 1883 : Descriptions of new Species of Reptiles and Batrachians in the British Museum. Annals and Magazine of Natural History, ser. 5, vol. 12, no 21, p. 161-167 (texte intégral).